# Sierra de Lagunilla
Sierra de Lagunilla är en ås i Spanien. Den ligger i den centrala delen av landet, 200 km väster om huvudstaden Madrid.